# Bärgslagskuriren
Bärgslags-Kuriren  var en tvådagarstidning utgiven i Nora 28 november 1895 till 3 juni 1896.
Fullständiga titeln hade tillägget  Tidning för Nora domsaga, Nyhets- och Annonsblad för Nora-orten, Karlskoga och Grythytte bärgslager, västra Västmanland, nordvästra Närike, östra Värmland och Södra Dalarne

## Redaktion
Utgivningsbevis för tidningen utfärdades för redaktören Anders Thelin 31 oktober 1895. I följd av ekonomiska svårigheter måste tidningens utgivning avslutas 3 juni  1896. Tidningen var dagstidning med tvådagarsutgivning onsdagar och lördagar. Periodisk bilaga utkom oregelbundet på varierande dagar med allmänt innehåll.. Första numret den 28 november 1895 var ett extranummer och 1890 mellan 4och 31 december utgavs provnummer. 

## Tryckning
Tidningen trycktes i Nora Accidens-tryckeri, Bärgslagskurirens eget tryckeri med antikva bara i svart. Tidningen fyra sidor var i folio med 7 spalter ungefär 60 x 44 cm omväxlande med 6 spalter 52 x 38 cm och 4 spalter 37 x 25 cm. Prenumerationen kostade 25 öre december 1895 och 3 kr.1896.